# Fergie
Fergie (wym. /'fɜ:(ɹ)ɡi/), właściwie Stacy Ann Duhamel (ur. jako Stacy Ann Ferguson 27 marca 1975 w Hacienda Heights) – amerykańska piosenkarka R&B i pop oraz autorka tekstów muzycznych.
W swoim rodzimym kraju zaistniała jako aktorka w takich programach telewizyjnych jak Kids Incorporated czy Great Pretenders, wokalistka w żeńskiej grupie muzycznej Wild Orchid i przede wszystkim wokalistka formacji hip-hop/pop The Black Eyed Peas. W roku 2006 rozpoczęła solową karierę, wydając swój debiutancki album The Dutchess.

## Życiorys

### Dzieciństwo
Stacy Ferguson urodziła się w Hacienda Heights w Kalifornii, jej rodzice to Teri Gore i Patrick Ferguson. Wychowywała się w Whittier. Ma korzenie irlandzkie, szkockie, meksykańskie i indiańskie. Ma jedną, o 3 lata młodszą, siostrę Danę, która jest aktorką. Jej rodzice są katolikami, pracowali jako nauczyciele. Stacy wychowywała się w katolickiej rodzinie, jednak kiedy miała 7 lat, jej rodzice się rozwiedli. We wczesnej młodości była członkinią meksykańskiego gangu. Ferguson uczęszczała do liceum Glena A. Wilsona.

### Kariera muzyczna
Fergie była członkinią girlbandu Wild Orchid, który założyła razem z koleżankami: Stefani Ridel i gwiazdą programu „Kids Incorporated” – Renee Sandstorm. Grupa muzyczna wydała dwa studyjne albumy, ale po nagraniu trzeciego krążka ich wytwórnia muzyczna nie przyjęła materiału, a krótko po tym Stacy opuściła grupę. Po odłączeniu się od zespołu Fergie przeżyła załamanie i uzależniła się od amfetaminy. Jednak dość szybko „wyszła” z nałogu.
W roku 2003 Ferguson dołączyła do grupy The Black Eyed Peas. Zastąpiła wtedy wokalistkę Kim Hill, która opuściła zespół w roku 2000. Fergie po nagraniu z grupą pięciu piosenek, oficjalnie dołączyła do zespołu. Tym samym stała się znana i popularna.
Po dwóch przebojowych płytach nagranych z The Black Eyed Peas, Fergie zaczęła pracować nad swoim własnym, solowym krążkiem. Jej debiutancki album został wydany 19 września 2006 i nazywa się The Dutchess (pol. księżna). Inspiracją dla wokalistki do nazewnictwa płyty była księżniczka Yorku Sarah Ferguson, która posiada takie samo nazwisko jak gwiazda i podobny pseudonim. Z krążka wydanych zostało siedem singli. Trzy z nich: London Bridge, Glamorous oraz Big Girls Don’t Cry znalazły się na pierwszym miejscu amerykańskiej listy przebojów Billboard Hot 100. Duży sukces odniósł również drugi singiel Fergalicious, który dotarł do drugiego miejsca tej samej listy. Ostatnim utworem promującym debiutancką płytę artystki było Finally nagrane wspólnie z Johnem Legendem.
W roku 2010 wystąpiła gościnnie w dwóch utworach na pierwszym solowym albumie Slasha Slash: „Beautiful Dangerous” oraz „Paradise City” (bonus track wraz z Cypress Hill), a także w albumie Davida Guetty One Love w utworze Gettin’ Over You.

### Kariera aktorska
Już od dzieciństwa Fergie występuje jako aktorka. Razem ze swoją przyjaciółką, Renee Standstrom, występowała w popularnym amerykańskim sitcomie z lat 80. Kids Incorporated. Ferguson podkładała również swój głos do animowanych postaci m.in. w filmach: It’s Flashbeagle, Charlie Brown (1984), Snoopy’s Getting Married, Charlie Brown (1985), The Charlie Brown czy Snoopy Show.
W lipcu 2006 Fergie podłożyła głos w bajce Rocket Power w Polsce do niedawna nadawanej przez stację TV4. W roku 2006 Fergie powróciła do aktorstwa, przyjmując rolę w filmie Posejdon, Wolfganga Petersena. Natomiast w 2007 zagrała w filmie Grindhouse: Planet Terror, Roberta Rodrigueza. Wystąpiła także w filmie Dziewięć w 2009 roku.

## Życie prywatne
We wrześniu 2004 Fergie zaczęła spotykać się z aktorem, Joshem Duhamelem, gwiazdą popularnego w USA serialu telewizyjnego Las Vegas, z którym zaręczyła się w grudniu 2007 a 10 stycznia 2009 podczas katolickiej ceremonii para wzięła ślub. Uroczystość miała miejsce w różanym ogrodzie kościoła w Malibu w Kalifornii, z którego roztacza się widok na ocean.
29 sierpnia 2013 urodził się syn pary, Axl Jack Duhamel.
14 września 2017 Fergie i Josh ogłosili że od kilku miesięcy są w separacji. 1 czerwca 2019 wspólnie złożyli pozew o rozwód po dwóch latach separacji. W listopadzie 2019 rozwód został sfinalizowany.

## Dyskografia

### Albumy
| Tytuł           | Dane dot. albumu                                                                           | Pozycja na liście | Pozycja na liście | Pozycja na liście | Pozycja na liście | Pozycja na liście | Pozycja na liście | Pozycja na liście | Pozycja na liście | Certyfikat                                                                 | Sprzedaż                              |
| Tytuł           | Dane dot. albumu                                                                           | USA               | CAN               | AUS               | NZL               | UK                | GER               | POL               | NLD               | Certyfikat                                                                 | Sprzedaż                              |
| --------------- | ------------------------------------------------------------------------------------------ | ----------------- | ----------------- | ----------------- | ----------------- | ----------------- | ----------------- | ----------------- | ----------------- | -------------------------------------------------------------------------- | ------------------------------------- |
| The Dutchess    | - Data: 19 września 2006 - Wydawca: A&M/Interscope - Format: CD, digital download, LP      | 2                 | 4                 | 1                 | 2                 | 18                | 11                | 14                | 46                | - USA: 5× platynowa płyta - CAN: 3× platynowa płyta - POL: platynowa płyta | - Świat: 6 000 000+ - USA: 3 900 000+ |
| Double Dutchess | - Data: 22 września 2017 - Wydawca: Dutchess Music, BMG - Format: CD, digital download, LP | 19                | 23                | 39                | –                 | 49                | 65                | –                 | –                 |                                                                            | - USA: 39 000+                        |

### Minialbumy
| Tytuł                              | Dane dot. albumu                                    | Pozycja na liście |
| Tytuł                              | Dane dot. albumu                                    | USA               |
| ---------------------------------- | --------------------------------------------------- | ----------------- |
| 5-Live Tracks (Wal-Mart Exclusive) | - Data: 20 listopada 2007 - Wydawca: A&M/Interscope | –                 |
| As Cinco Melhores                  | - Data: grudzień 2007 - Wydawca: A&M/Interscope     | –                 |
| The Dutchess Deluxe EP             | - Data: 27 maja 2008 - Wydawca: A&M/Interscope      | 46                |
| Fergie Hit Pac – 5 Series          | - Data: sierpnia 2009 - Wydawca: A&M/Interscope     | –                 |

### Single
| Tytuł                                                                     | Rok  | Pozycja na liście | Pozycja na liście | Pozycja na liście | Pozycja na liście | Pozycja na liście | Pozycja na liście | Certyfikat                | Album                                      |
| Tytuł                                                                     | Rok  | USA               | AUS               | NZL               | UK                | GER               | NLD               | Certyfikat                | Album                                      |
| ------------------------------------------------------------------------- | ---- | ----------------- | ----------------- | ----------------- | ----------------- | ----------------- | ----------------- | ------------------------- | ------------------------------------------ |
| „London Bridge”                                                           | 2006 | 1                 | 3                 | 1                 | 3                 | 3                 | 28                | - USA: 2× platynowa płyta | The Dutchess                               |
| „Fergalicious” (oraz will.i.am)                                           | 2006 | 2                 | 4                 | 5                 | 105               | 23                | 35                | - USA: 4× platynowa płyta | The Dutchess                               |
| „Glamorous” (oraz Ludacris)                                               | 2007 | 1                 | 2                 | 9                 | 6                 | 16                | 60                | - USA: 3× platynowa płyta | The Dutchess                               |
| „Impacto” (Remix) (Daddy Yankee oraz Fergie)                              | 2007 | 56                | –                 | –                 | –                 | –                 | –                 |                           | El Cartel: The Big Boss                    |
| „Big Girls Don’t Cry”                                                     | 2007 | 1                 | 1                 | 1                 | 2                 | 6                 | 4                 | - USA: 4× platynowa płyta | The Dutchess                               |
| „Clumsy”                                                                  | 2007 | 5                 | 3                 | 4                 | 62                | 50                | 84                | - USA: 2× platynowa płyta | The Dutchess                               |
| „Here I Come” (oraz will.i.am)                                            | 2008 | –                 | 22                | 39                | –                 | –                 | –                 |                           | The Dutchess                               |
| „Finally” (oraz John Legend)                                              | 2008 | –                 | –                 | –                 | –                 | –                 | –                 |                           | The Dutchess                               |
| „Party People” (Nelly oraz Fergie)                                        | 2008 | 40                | –                 | 26                | 14                | –                 | –                 |                           | The Dutchess Deluxe EP oraz Brass Knuckles |
| „That Ain’t Cool" (Kumi Koda oraz Fergie)                                 | 2008 | –                 | –                 | –                 | –                 | –                 | –                 |                           | Trick                                      |
| „Quando Quando Quando”                                                    | 2010 | –                 | –                 | –                 | –                 | –                 | –                 |                           | Nine Original Motion Picture Soundtrack    |
| „Gettin’ Over You” (David Guetta oraz Chris Willis, Fergie i LMFAO)       | 2010 | 31                | 5                 | 3                 | 1                 | 15                |                   |                           | One More Love                              |
| „All of the Lights” (Kanye West i różni artyści)                          | 2010 | 18                | 24                | 13                | 15                | 17                |                   | - USA: 4x platynowa płyta | My Beautiful Dark Twisted Fantasy          |
| „Beautiful Dangerous” (Slash oraz Fergie)                                 | 2010 | –                 | –                 | –                 | –                 | 90                |                   |                           | Slash                                      |
| „A Little Party Never Killed Nobody (All We Got)” (oraz Q-Tip i GoonRock) | 2013 | 77                | 43                | 3                 | 90                | 10                | –                 | - USA: platynowa płyta    | The Great Gatsby                           |
| „L.A. Love (La La)”                                                       | 2014 | 27                | 53                | –                 | 3                 | 55                | –                 | - USA: platynowa płyta    | Double Dutchess                            |
| „M.I.L.F. $”                                                              | 2016 | 34                | 26                | –                 | 56                | 28                | –                 | - USA: złota płyta        | Double Dutchess                            |
| „Life Goes On”                                                            | 2016 | –                 | –                 | –                 | –                 | –                 | –                 |                           | Double Dutchess                            |
| „You Already Know” (oraz Nicki Minaj)                                     | 2017 | –                 | 95                | –                 | 96                | –                 | –                 |                           | Double Dutchess                            |
| „A Little Work”                                                           | 2017 | –                 | –                 | –                 | –                 | –                 | –                 |                           | Double Dutchess                            |
| „–” oznacza, że singel nie był notowany.                                  |      |                   |                   |                   |                   |                   |                   |                           |                                            |

## Nagrody i wyróżnienia
| Rok  | Kategoria                   | Tytułem                                                            | Nagroda                | Nota | Źródło |
| ---- | --------------------------- | ------------------------------------------------------------------ | ---------------------- | ---- | ------ |
| 2007 | Female Artist of the Year   | Fergie                                                             | MTV Video Music Awards | Laur | [ 31 ] |
| 2011 | Best Rap/Sung Collaboration | „All Of The Lights” (Kanye West, Kid Cudi, Rihanna, Fergie i inni) | Grammy                 | Laur | [ 32 ] |

## Filmografia
| Tytuł                     | Rok  | Rola                  | Uwagi                                                                   | Źródło |
| ------------------------- | ---- | --------------------- | ----------------------------------------------------------------------- | ------ |
| Be Cool                   | 2005 | jako ona sama         | film fabularny, reżyseria: F. Gary Gray                                 | [ 33 ] |
| Posejdon                  | 2006 | jako Gloria           | film fabularny, reżyseria: Wolfgang Petersen                            | [ 34 ] |
| Grindhouse: Planet Terror | 2007 | jako Tammy            | film fabularny, reżyseria: Robert Rodriguez                             | [ 35 ] |
| Madagaskar 2              | 2008 | jako Hippo Girlfriend | rola dubbingowana, film animowany, reżyseria: Eric Darnell, Tom McGrath | [ 36 ] |
| Dziewięć                  | 2009 | jako Saraghina        | film fabularny, reżyseria: Rob Marshall                                 | [ 37 ] |
| God Save My Shoes         | 2011 | jako ona sama         | film dokumentalny, reżyseria: Julie Benasra                             | [ 38 ] |